# Ecetra
Ecetra (grafia fonetica latina: Ĕcĕtra), antica città italica del Latium, fu capitale dei Volsci ecetrani, forse ubicata sui Monti Lepini a nord-est; prese parte (con ruolo preminente per tutto il V secolo a.C.) agli scontri tra Roma e i Volsci nell'età regia e agli inizi della Repubblica, poiché adiacente al territorio degli Equi.

## Storia
Viene citata una prima volta in relazione alla pace tra Roma e i Latini promossa da Tarquinio il Superbo, cui aderirino, oltre alle città Latine, anche tutte le città degli Equi, e solo due città dei Volsci: Anzio ed Ecetra..
Nel 495 a.C., durante le campagne contro i Volsci condotte dai consoli Appio Claudio Sabino Inregillense e Publio Servilio Prisco Strutto, Ecetra dovette essere presa dai romani, se poi gli Aurunci inviarono a Roma un'ambasceria per chiedere che i territori di questa città gli fossero restituiti, e i romani ritirassero la guarnigione che vi avevano lasciato a difesa dei propri coloni. 
I Romani ne invasero il territorio sconfitti gli Equi nella battaglia del monte Algido (459 a.C.). La città fece allora da mediatrice fra i due popoli. 
La decadenza di Ecetra, che fu colonia di Antium, iniziò a seguito dell'invasione gallica del 390 a.C., sebbene dodici anni prima ebbe ancora una rilevante importanza nella campagna di quell'anno. In Plinio il Vecchio figura tra le città scomparse alla sua epoca.

## Ubicazione
La storiografia non si mostra coerente nel descrivere la posizione di Ecetra, collocabile in generale tra la Valle del Sacco, l'Agro Pontino e i Colli Albani. 
Alcuni studiosi hanno pensato a una collocazione in territorio pontino, tra Cora, Artena, Norba latina, Setia e Suessa Pometia. Tale ipotesi troverebbe sostegno in affermazioni dello storico romano Tito Livio:
(Ab Urbe condita libri, II, 25)
Per cui si è pensato, per via del timore dei Volsci ecetrani, a una vicinanza geografica di Ecetra a Suessa Pometia e a una sua collocazione più o meno intermedia tra Suessa Pometia e Roma. Per questo ne è stata proposta anche l'identificazione con Cisterna di Latina anche per via del rinvenimento di un'estesa città romana rinvenuta in località Caprifico che ne potrebbe costituire la prosecuzione storica nei secoli successivi alla capitolazione volsca.
Secondo alcuni lo stesso storico romano nella medesima opera suggerirebbe invece che Ecetra (distinta da Artena) fosse prossima a Ferentino, quindi nella valle del Sacco, tuttavia questa vicinanza non viene in realtà mai affermata quanto piuttosto viene affermato che entrambe le località fossero state luogo di contemporanea battaglia, il che non ne implica vicinanza. Secondo Massimiliano Mancini, autore ciociaro, tuttora non è possibile localizzare Ecetra anche se a suo avviso, per quanto deducibile dalla storiografia e per il ruolo politico avuto dai Volsci dell'interno, può ritenersi che la capitale dei Volsci ecetrani fosse nella valle del Sacco e deve supporsi prossima a Supino e Morolo.
Si è infine anche proposta come localizzazione il luogo dell'attuale Civita di Artena, ove degli scavi, eseguiti a partire dal 1978 da una missione belga, hanno consentito di rilevare un insediamento il cui sviluppo risale almeno alla metà del VII secolo a.C.: si è riconosciuto il disegno di un impianto urbano in opera poligonale, la cui rifondazione è databile tra gli ultimi decenni del IV e la metà del III secolo a.C.. L'insediamento è collocato all'ingresso della valle del Sacco e a controllo della Via Latina, deve essere opera romana, conseguente alla prospettiva delle guerre sannitiche e dell'espansione territoriale in Campania.